# Калиспелл
Калиспелл (англ. Kalispell, кут. Kqaya·qawa·kǂuʔnam) — город в штате Монтана (США), административный центр округа Флатхед.

## География

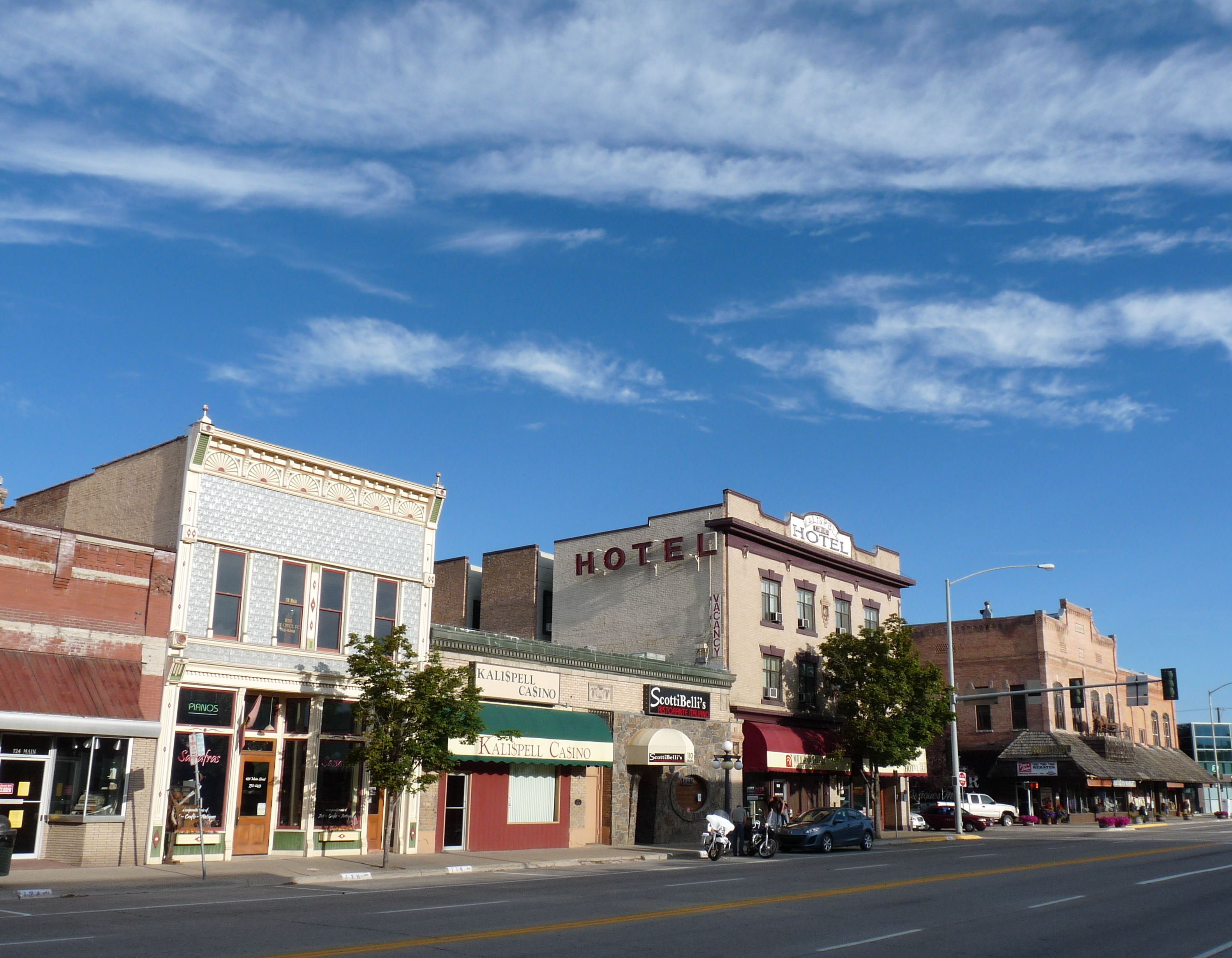
Мэйн-стрит

Калиспелл находится в северо-западной части штата, в 34 километрах от национального парка Глейшер, в 27 километрах от плотины «Голодная лошадь», в двух километрах от реки Флатхед и в тринадцати километрах от озера Флатхед. Название Калиспелл происходит от салишского слова, означающего плоская земля над озером. Через город проходят автомагистрали US 2 и US 93.
Площадь города составляет 30,38 км², открытых водных пространств практически нет. Калиспелл обслуживают аэропорты Glacier Park International Airport (международный), расположенный в одиннадцати километрах к северу, и Kalispell City Airport (внутренний), расположенный на юге города.
Калиспелл является седьмым городом Монтаны по величине и крупнейшим населённым пунктом на 180 километров вокруг.

## Климат
Климат в городе Калиспелл холодно-умеренный. По классификации климатов Кёппена — влажный континентальный климат (индекс Dfb) с равномерным увлажнением в течение года. Максимальная температура в городе была зарегистрирована в августе 1961 года и составила 41°С, минимальная — в январе 1950 года, составившая −39°С.
| Показатель                    | Янв. | Фев. | Март | Апр. | Май  | Июнь | Июль | Авг. | Сен. | Окт. | Нояб. | Дек. | Год  |
| ----------------------------- | ---- | ---- | ---- | ---- | ---- | ---- | ---- | ---- | ---- | ---- | ----- | ---- | ---- |
| Средний суточный максимум, °C | −1,4 | 2,2  | 6,9  | 13,0 | 18,2 | 22,4 | 27,1 | 26,8 | 20,2 | 12,8 | 4,0   | −0,6 | 12,9 |
| Средняя температура, °C       | −5,6 | −2,6 | 1,3  | 6,3  | 10,8 | 14,7 | 17,9 | 17,5 | 12,0 | 6,0  | −0,1  | −4,4 | 6,1  |
| Средний суточный минимум, °C  | −9,8 | −7,3 | −4,3 | −0,4 | 3,5  | 7,0  | 8,7  | 8,2  | 3,8  | −0,8 | −4,1  | −8,2 | −0,6 |
| Норма осадков, мм             | 42   | 30   | 29   | 33   | 55   | 64   | 35   | 38   | 38   | 28   | 38    | 45   | 475  |
| Источник: Климат Калиспелла   |      |      |      |      |      |      |      |      |      |      |       |      |      |

## История

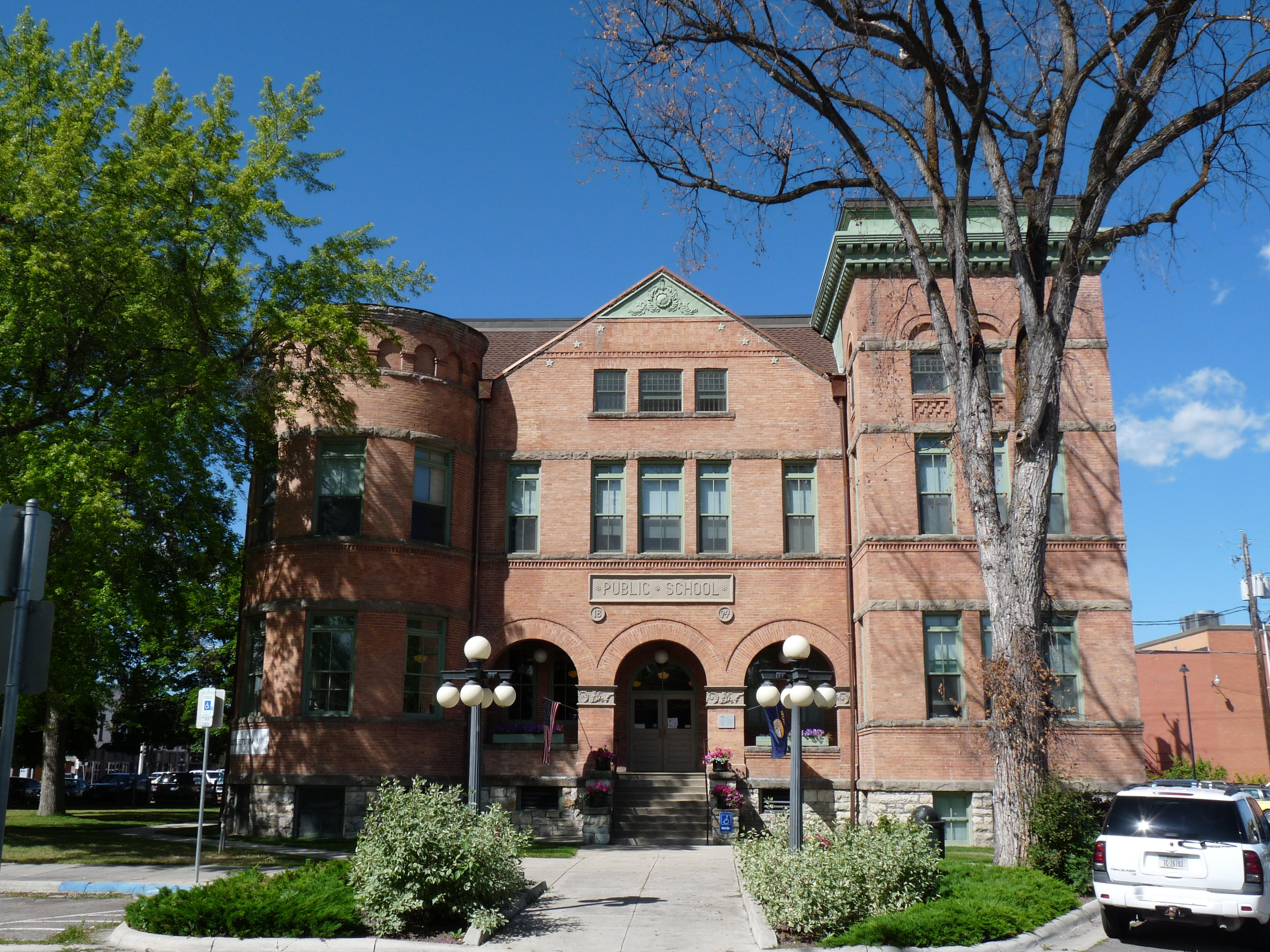
Музей Центральной школы

В конце 1880-х годов банкир из города Форт-Бентон Чарльз Эдвард Конрад совместно с тремя партнёрами основал Kalispell Townsite Company. В 1891 году было заложено новое поселение, которое уже спустя год получило статус города. В 1894 году открылась первая школа, которая ныне является музеем.
В 1959 году в 21 километре от города была построена радарная станция ВВС Kalispell Air Force Station, но в 1978 году она была закрыта.
В городе выходят две газеты: Flathead Beacon и Daily Inter Lake.
В школах города используется подход «языковое гнездо», направленный на возрождение языка монтана-салиш, на котором разговаривали коренные обитатели региона, а ныне осталось меньше 150 его носителей.

## Достопримечательности
- Музеи
  - Особняк Конрада[10]
  - Художественный музей Хокадей — открыт в 1968 году[11]
  - Музей Центральной школы[12]
- Гольф-клуб Буффало-Хилл[13]

## Демография
Расовый состав
- белые — 94,2 %
- коренные американцы — 1,3 %
- азиаты — 1,0 %
- афроамериканцы — 0,2 %
- уроженцы Гавайев и тихоокеанских островов — 0,1 %
- прочие расы — 0,6 %
- смешанные расы — 2,6 %
- латиноамериканцы (любой расы) — 2,9 %

Происхождение предков
- немцы — 21,7 %
- ирландцы — 12,0 %
- норвежцы — 11,3 %
- англичане — 10,7 %